# 热水乡
热水乡，是中华人民共和国青海省海西蒙古族藏族自治州都兰县下辖的一个乡镇级行政单位。

## 行政区划
热水乡下辖以下地区：
扎玛日村、赛什堂村和智尕日村。